# Panayvliegenvanger
De Panayvliegenvanger  (Eumyias panayensis) is een zangvogel uit de familie Muscicapidae (vliegenvangers).

## Verspreiding en leefgebied
Deze soort telt 7 ondersoorten:
- E. p. nigrimentalis: de noordelijke Filipijnen.
- E. p. panayensis: de westelijk-centrale Filipijnen.
- E. p. nigriloris: de zuidelijke Filipijnen.
- E. p. septentrionalis: noordelijk en centraal Celebes en de Soela-eilanden.
- E. p. meridionalis: zuidelijk Celebes.
- E. p. obiensis: Obi  (de centrale Molukken).
- E. p. harterti: Ceram  (de zuidelijke Molukken).